# Кругель (Брестская область)
Кругель (бел. Кругель) — деревня в Каменецком районе Брестской области Белоруссии, в составе Ратайчицкого сельсовета. Население — 3 человека (2019).

## География
Кругель находится в 11 км к юго-западу от города Каменец. Деревня стоит на правом берегу реки Лесная при впадении в неё небольшой речки Плесса. Рядом располагаются деревни Выгнанка, Зеньки и Колония Кругель. Через Кругель проходит местная дорога Каменец — Ратайчицы.

## История
Деревня известна со второй половины XV века, входила в состав Берестейского повета Берестейского воеводства Великого княжества Литовского. Король Казимир IV даровал право на владение деревней Дашко Барубичу.
После третьего раздела Речи Посполитой (1795) Кругель в составе Российской империи, принадлежал Брестскому уезду Гродненской губернии.
В середине XIX века владельцем имения был помещик Подгурский. В это время здесь была построена деревянная православная церковь св. Духа. Согласно переписи 1897 года в Кругеле было 17 дворов, 120 жителей, церковь, трактир. В 1905 году — 156 жителей, в народном училище 73 учащихся.
Согласно Рижскому мирному договору (1921) деревня вошла в состав межвоенной Польши, где принадлежала Брестскому повету Полесского воеводства. В 1923 году здесь было 17 дворов и проживало 95 жителей. В 1937 году в деревне родился писатель и критик В. В. Гниломёдов. С 1939 года Кругель в составе БССР. В Великую Отечественную войну на фронтах погибло 8 жителей деревни.
Церковь св.ап. Иоанна Богослова XIX века постройки была разобрана в 60-е годы XX века.